# Bosprotter
Bosprotter is een Belgisch bier van hoge gisting.
Het bier wordt gebrouwen in ‘t Hofbrouwerijke te Beerzel. Het is een goudblond bier, type tripel, met een alcoholpercentage van 8,5%.